# Baetis nubecularis
Baetis nubecularis is een haft uit de familie Baetidae. De wetenschappelijke naam van de soort is voor het eerst geldig gepubliceerd in 1898 door Eaton.
De soort komt voor in het Palearctisch gebied.